# Sisilia Talagi
Sisilia Talagi, née le 27 février 1952, est une diplomate et femme politique niuéenne. D'abord chimiste et chercheuse en agriculture, elle devient haut fonctionnaire, directrice au ministère de l'Agriculture, puis secrétaire du gouvernement de Niue.
Elle est haut-commissaire de Niue en Nouvelle-Zélande de 2005 à 2011,. Elle est la première femme à exercer un tel poste.

## Biographie

### Formation
Grace Sisilia Tupou Talagi naît le 27 février 1952 et grandit à Namukulu, le plus petit village de l'île de Niue, avec sa sœur. Elle poursuit des études supérieures et obtient une licence en chimie et un certificat en droit de l'Université d'Otago en Nouvelle-Zélande,.

### Carrière professionnelle
Au début des années 1980, Sisilia Talagi est chercheuse à l'Institut de recherche, de vulgarisation et de formation en agriculture (Institute of Research, Extension and Training in Agriculture, IRETA) de l'Université du Pacifique Sud, à Alafua, dans les Samoa occidentales.
Elle devient directrice du ministère de l'Agriculture, des Forêts et de la Pêche de Niue de 1988 à 1994, puis responsable des Affaires extérieures de 1994 à 1999 et elle devient ensuite secrétaire du gouvernement de Niue, de 1999 à 2005,,.
Elle est nommée pour la première fois haut-commissaire en Nouvelle-Zélande en 2005, en résidence à Wellington ; l'annonce officieuse en est faite lors d'un rassemblement pour la Journée internationale de la femme à Niue. La Commission de la fonction publique de Niue confirme en novembre 2008 sa reconduction pour un second mandat. Pour cette nomination de 2008, elle était en compétition contre six autres candidats de Nouvelle-Zélande et de Niue pour le même poste. La Nouvelle-Zélande est le seul pays au monde avec lequel l'État de Niue échange des représentants diplomatiques.
Sisilia Talagi est remplacée au poste de Haut-Commissaire en Nouvelle-Zélande en mars 2011 par l'ancienne ministre du Cabinet et future Premier Ministre O'love Jacobsen.
Elle est la première femme diplomate de Niue, et la première femme à occuper un poste de haut-commissaire,.